# Mahabharata

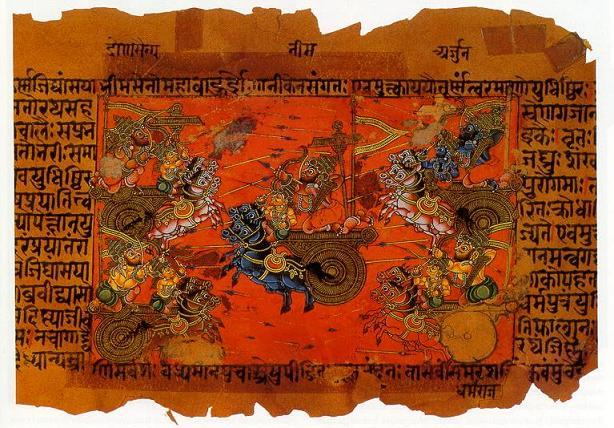
Manuskrypt Mahabharaty z ilustracją bitwy pod Kurukszetrą

Mahabharata (sanskryt: Mahābhārata, महाभारत) – jeden z dwóch głównych hinduistycznych poematów epickich (obok Ramajany), znajdujący się w kategorii smryti i należący do głównych dzieł literatury indyjskiej. W hinduizmie nazywany jest piątą Wedą. Utwór jest często uznawany za najdłuższy epos na świecie. Zawiera 100 tys. ślok (200 tys. wersów), tak więc jest dziesięć razy dłuższy od Odysei i Iliady razem wziętych. Epos opowiada o historii starożytnych Indii. W jego skład wchodzi jedno z najważniejszych dzieł hinduizmu – Bhagawadgita.

## Datowanie utworu
Według tradycji hinduistycznej i samej Mahabharaty, utwór ten stworzył Wjasa, zawierając w nim esencję Wed, Wedang i Upaniszadów. Ponadto w eposie można znaleźć nauki z zakresu dziedzin wiedzy takich jak logika, edukacja, medycyna, astronomia, sztuka wojenna, joga, ekonomia, architektura, sztuka miłosna, etyka.
W rzeczywistości Wjasa jest postacią legendarną, dzieło powstawało stopniowo przez wiele wieków w postaci wyłącznie ustnej, prawdopodobnie już od okresu wedyjskiego, wchłaniając lokalne opowieści i podania. Pierwotnie liczyło zaledwie 8800 ślok, nazywało się „Dźaja” (Zwycięstwo), później dodano kolejne 24 tys. ślok i zmieniono nazwę utworu na „Bhārata” (Potomkowie Bharaty), natomiast w dzisiejszej formie zostało zredagowane pomiędzy II a VII w. n.e. Wielka bitwa opisywana w utworze według ostatnich badań mogła mieć miejsce około IX w. p.n.e.

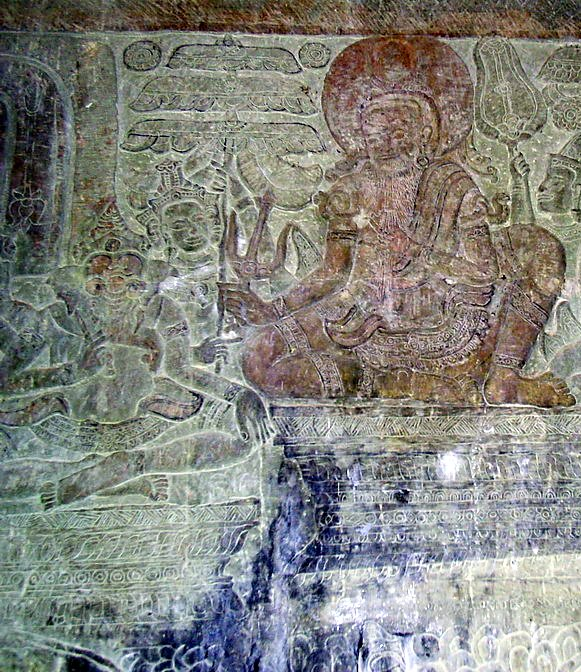
Wyryty w skale wizerunek przedstawiający Wjasę i Ganeśę, układających Mahabharatę, znajdujący się w Angkor Wat w Kambodży

### Początek
Mahabharata zaczyna się następującym cytatem:
| ” | नारायणं नमस्कृत्य नरं चैव नरोत्तमम्। देवीं सरस्वतीं चैव ततो जयमुदीरयेत्।। | ” |

(„Pokłon Narajanie, człowiekowi, zaprawdę też największemu z ludzi / Bogini Saraswati zaprawdę również zwycięstwo...”). Chociaż zdaniem niektórych naukowców Adi-parwa Mahabharaty zaczyna się od zwrotu „नारायणं नमस्कृत्य”, to według niektórych szkół teistycznych i innych naukowców zaczyna się od historii o niezwykłej światłości Brahmana.

### Różne nazwy
Dosłownie mahabharatakhajana – „wielka opowieść o walce Bharatów”. Epos znany jest pod trzema nazwami: Dźaja, Bharata i Mahabharata. Według niektórych podań, Wjasa ułożył pierwsze 8800 ślok, które z powodu występowania w obydwu poematach motywu zwycięstwa prawości nad nieprawością, zostały zatytułowane Dźaja. Późniejsi mędrcy, władcy, poeci dodali do utworu własne fragmenty. Następnie Wjasa stworzył liczące 24 000 ślok dzieło bez innych anegdot o ryszich królach dynastii Surja i Ćandra, skoncentrowane tylko na dynastii Bharaty, zatytułowane Bharata. W Mahabharacie znajduje się legenda o tym jak bóstwa położyły na jednym ramieniu szalki cztery Wedy, a na drugim dzieło Wjasy, po czym poemat okazał się cięższy od razem wziętych Wed, toteż widząc wielkość tego dzieła, bóstwa i mędrcy zatytułowali je Mahabharata, po czym stało się ono najsłynniejsze.

### Opowieść o spisaniu dzieła
W Mahabharacie znajduje się opowieść o tym, jak Wjasa podczas odbywania ascezy i medytacji w Himalajach ułożył cały poemat w myślach. Jednak z powodu stopnia skomplikowania i długości utworu, prości ludzie nie byliby w stanie go bezbłędnie spisać. Toteż Brahma powiedział Ganeśie, aby poszedł do Wjasy. Ganeśa przygotował się do pisania, jednak postawił warunek, że nie będzie żadnych przerw od momentu podniesienia przez niego pióra, aż do ukończenia dzieła. Wjasa wiedział, że będzie bardzo trudno spełnić ten warunek, toteż sam też postawił warunek, że przed napisaniem wersetu Ganeśa będzie musiał go zrozumieć. Ganeśa przyjął propozycję. Wjasa w międzyczasie skomponował trudne śloki, tak aby mieć czas układać nowe, kiedy Ganeśa będzie próbował je zrozumieć. W ten sposób Mahabharata została spisana w ciągu trzech lat. Wjasa zbierając opowieści pierwszych świętych ludzi, stworzył pierwowzór eposu. Później porzucając część historii 24 tysiące ślok stworzyło dzieło „Bharata”. Później Wjasa stworzył nowe dzieło, które miało 3 miliony ślok w dewaloce, półtora miliona ślok w pitryloce i 1 400 000 w gandharwaloce. W świecie ludzi dzieło ma tylko 100 000 ślok. Aby uzupełnić nauczanie Mahabharaty, Wjasa przekazał je swojemu synowi Śukdewowi oraz innym mędrcom, takim jak Wajśampajan, Paila, Dźajmini, Asita-dewala itp. Śukdew nauczył tego jakszów, gandharwów i rakszasów. Ryszi Narada wyłożył to Bogom, Asita-dewala przodkom, a Wajśampajan ludziom. Za sprawą Wajśampajana Mahabharata została opowiedziana na zebraniu podczas Dźanamedźaja-jadźni.

### Podział Mahabharaty na 18 parw i 100 upaparw[12]
| Numer parwy | Nazwa parwy          | Numer upaparwy | Nazwy upaparw | Numer adhjaji i śloki | Temat                                                           |
| 1           | Adiparwa             | 1–19           | - Anukramanikaparwa - Parwasangrahaparwa - Pauszjaparwa - Paulomparwa - Astikaparwa - Amśawataraparwa - Sambhawaparwa - Dźatugrhaparwa - Hidimbawaghaparwa - Bakawaghaparwa - Ćaitrarathaparwa - Swajamwaraparwa - Waiwahikaparwa - Widuragamanaradźjalambhaparwa - Ardźunawanawasaparwa - Subhadraharnaparwa - Haranaharanaparwa - Khandawadahaparwa - Majadarśanaparwa | 227/7900              | - wstęp, - narodziny książąt                                    |
| 2           | Sabhaparwa           | 20–28          | - Sabhakrijaparwa - Lokapalasabhakhjanaparwa - Radźajasujarambhaparwa - Radźasardhawadhaparwa - Digwidźajaparwa - Radźasujaparwa - Ardhabiharanaparwa - Śiśupalawadhaparwa - Djutaparwa - Anudjutaparwa | 78/2511               | - budowa Indraprasthy i zamieszkanie Pandawów w lesie           |
| 3           | Aranjakaparwa        | 29–50          | - Aranjaparwa - Kirmijawadhaparwa - Ardźunabhigamanaparwa - Kaurataparwa - Indralokabhigamanaparwa - Nalopakhjanaparwa - Tirthajatraparwa - Dźatasurawadhaparwa - Jakszajuddhaparwa - Niwatakawaćajuddhaparwa - Adźagaraparwa - Markandejasamasjaparwa - Draupadisatjabhamaparwa - Ghoszajatraparwa - Mrygaswaprodbhawaparwa - Brihidraunikaparwa - Draupadiharanaparwa - Dźajadrathawimokszaparwa - Ramopakhajanaparwa - Patiwratamahatmajaparwa - Kundalaharanaparwa - Aranejaparwa | 269/11664             | - 12 lat życia Pandawów w lesie                                 |
| 4           | Wirataparwa          | 51–55          | - Pandawapraweśaparwa - Samajapalanaparwa - Kićakawadhaparwa - Goharanaparwa - Wajwahikaparwa | 67/2050               |                                                                 |
| 5           | Udjogaparwa          | 56–65          | - Senodjogaparwa - Sandźajajanaparwa - Pradźagaraparwa - Sanatsudźataparwa - Janasandhiparwa - Bhagawadjanaparwa - Sajnjanirjanaparwa - Ulukadutagamanaparwa - Rathatirathasankhjaparwa - Ambopakhjanaparwa | 186/6698              | - przygotowania do wojny                                        |
| 6           | Bhiszmaparwa         | 66–69          | - Dźambukhandawinirmanaparwa - Bhumiparwa - Śrimadbhagawadgitaparwa - Bhiszmawadhaparwa | 117/5884              | - pierwsza część wojny Mahabharaty - Bhiszma generałem Kaurawów |
| 7           | Dronaparwa           | 70–77          | - Dronabhiszekaparwa - Samśaptakawadhaparwa - Abhimanjuwadhaparwa - Pratidźnaparwa - Dźajadrathawadhaparwa - Ghatotkaćawadhaparwa - Dronawadhaparwa - Narajanastramokszaparwa | 170/8909              | - kontynuacja wojny, Drona generałem                            |
| 8           | Karnaparwa           | 78             | - Karnaparwa | 79/4964               | - kontynuacja wojny, Karna generałem                            |
| 9           | Śaljaparwa           | 79–80          | - adrapraweśaparwa - Gadaparwa | 59/3220               | - ostatnia część wojny - Śalja generałem                        |
| 10          | Sauptikaparwa        | 81             | - Ajszikaparwa | 18/870                | - zabicie śpiącej armii Pandawów przez Aśwatthamę               |
| 11          | Striparwa            | 82–84          | - Dźalapradanikaparwa - Wilapaparwa - Śraddhaparwa | 27/775                |                                                                 |
| 12          | Śantiparwa           | 85–87          | - Radźadharmanuśasanaparwa - Apaddharmaparwa - Mokszadharmaparwa | 339/14732             | - królewski abhiszek Judhiszthiry                               |
| 13          | Anuśasanaparwa       | 88–89          | - Danadharmaparwa - Bhiszmaswargarohanaparwa | 186/8000              | - ostatnie nauczenie Bhiszmy                                    |
| 14          | Aśwamedhikaparwa     | 90–92          | - Aśwamedhaparwa - Anugitaparwa - Wajsznawaparwa | 103/3320              | - wykonanie aśwamedhy przez Judhiszthirę                        |
| 15          | Aśrambasikaparwa     | 93–95          | - Aśramawasaparwa - Putradarśanaparwa - Naradagamanaparwa | 82/1506               | - Dhritarasztra, Gandhari i Kunti zakładają w lesie aśram       |

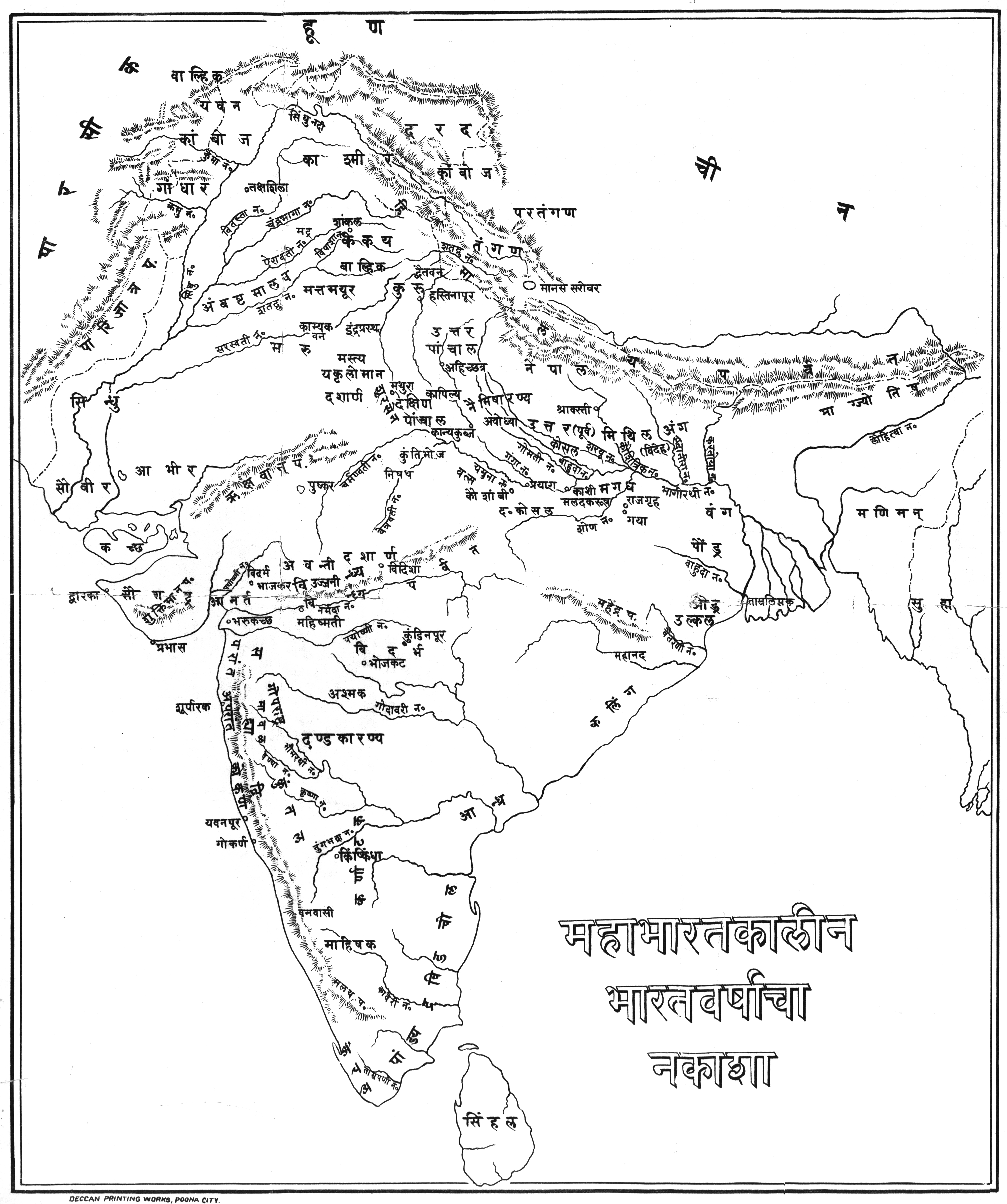
Mapa Indii z okresu Mahabharaty

| 16          | Mausulaparwa         | 96             | - Mausulaparwa | 8/320                 | - Wojna między Jadawami                                         |
| 17          | Mahaprasthanikaparwa | 97             | - Mahaprasthanikaparwa | 3/123                 |                                                                 |
| 18          | Swargarohanaparwa    | 98             | - Swargarohanaparwa | 5/207                 | - Podróż Pandawów do nieba                                      |
|             | Hariwamśaparwa       | 99–100         | - Wisznuparwa - Bhawiszjaparwa | 12000                 |                                                                 |

## Treść Mahabharaty

### Geneza dynastii Kuru i królewski abhiszek dynastii Pandu
Według Puran, Brahma był ojcem Atriego, Atri ojcem Ćandry, Ćandra Budhy, a Budha był ojcem Nandy. Nandy synem był Aju, synem Aju król Nahusza, a Nahuszy Jajati. Synem Jajati był Puru. Z klanu Puru pochodził Bharata, zaś dynastia Kuru wywodziła się z klanu Bharatów. Z rodu Kuru pochodził Śantanu. Z rodu Śantanu pochodził Bhiszma. Córka Śantanu Satjawati urodziła Ćitrangadę i Wićitrawirję. Ćitrangada został zabity przez Gandharwę o tym samym imieniu, a Wićitrawirja umarł na suchoty. Wtedy, na polecenie Satjawati, Wjasa wedle zwyczaju spłodził z Ambiką Dhrytarasztrę i Pandu z Ambaliką. Dhrytarasztra spłodził stu synów z Gandhari, spośród których największym był Durjodhana, a pięcioma synami Pandu byli Ardźuna, Judhisztira, Bhima, Nakula, Sahadewa. Dhrytarasztra był ślepy od urodzenia, toteż na jego miejsce Pandu został ustanowiony królem. Pewnego razu Pandu, polując w lesie, zabił z łuku rysziego w postaci kopulującego jelenia. Ryszi rzucił na Pandu klątwę, że ten też umrze podczas seksu, co bardzo zmartwiło Pandu, więc udał się do swoich małżonek i razem porzucili dotychczasowe życie, aby udać się do leśnej pustelni, a Dhrytarasztrę uczynili tymczasowym rządcą.

### Narodziny Pandawów i spisek domu Lakszy
Na polecenie króla Pandu Kunti zaprosiła rysziego Durwasę, aby począć z nim Judhisztirę, Waju, aby począć z nim Bhimę, i Indrę, by począć z nim Ardźunę. Kunti nauczyła Madri tej mantry i ta poczęła z Aświnakumarami Nakulę i Sahadewę. Pewnego razu, gdy Pandu przechadzał się w lesie z Madri koło brzegu jeziora, zawładnęła nim namiętność i gdy rozpoczął stosunek z Madri, umarł na skutek klątwy rysziego. Madri dopełniła obrzędu sati, a Kunti udała się do Hastinapury celem zapewnienia synom wychowania i rozwoju. Przed ślubem Kunti porodziła Karnę z promieni słonecznych, ale pozostawiła go w obawie przed publicznym ośmieszeniem. Rydwanista Dhrytarasztry Adhirath uratował go, aby zapewnić mu wychowanie. Zainteresowania Karny dotyczyły przeważnie spraw wojskowych, toteż Drona zapewnił mu naukę u Paraśuramy. Wiarołomość Śakuniego pomogła kilka razy w dzieciństwie Durjodhanie próbować zabić Pandawów, a w ich młodości, kiedy Judhisztira został księciem, wysyłając Pandawów do domu Lakszy, próbował ich podpalić, jednak dzięki pomocy Widury wydostali się z podpalonego pałacu.

### Swajamwara Draupadi
Pandawowie odjechali stamtąd do miasta Ekćakra i przybrawszy ubrania munich osiedlili się w domach braminów. Później z polecenia Wjasy pojechali do Pańćali na swajamwarę Draupadi. Tam jeden król po drugim próbował trafić w rybę służącą jako cel, jednak bezskutecznie. Pomimo trudności Ardźunie udało się trafić w cel. Zgodnie ze słowami matki Kunti Draupadi została wydana za żonę pięciu Pandawom. Podczas swajamwary Draupadi pojawiła się myśli nie tylko u Durjodhany, ale także u Drupady, Dhrytarasztry i innych, czy ta piątka braminów to bracia Pandawowie. Toteż, aby to sprawdzić, Drupada wezwał ich do pałacu królewskiego. W królewskim pałacu Dhrysztadjumna i Drupada najpierw rozłożyli skarby, to Pandawowie w żaden sposób nie okazali nimi zainteresowania. Jednak kiedy weszli do zbrojowni, okazali duże zainteresowanie bronią i wzięli ze sobą te, które im się najbardziej podobały. Widząc to, Drupada przekonał się, że to na pewno pięciu Pandawów.

### Ustanowienie Indraprasthy
Przed swajamwarą Draupadi Pandawowie opuścili Widurę i zostali uznani za zmarłych, toteż Dhrytarasztra uczynił Durjodhanę królem. Zaniepokojony oznakami nadchodzącej wojny domowej ustalono, aby Judhiszthira otrzymał od Dhrytarasztry pół królestwa. Ardźuna dostał od Agniego boski łuk Gandiwę i najdoskonalszy rydwan, a Kryszna uzyskał Sudarśana-ćakrę. Indra był zadowolony, widząc waleczność Ardźuny. Później usunęli lasy Khandawaprasthy. Później za sprawą Pandawów i pomocy Kryszny miasto zostało uczynione pięknym. To miasto stało się jakby drugim niebem. Na polecenie Indry bóstwa Śilpi, Wiśwakarman i Maja Danawa wybudowali tam prawdziwe miasto, które nazwano Indraprastha.

### Poniżenie Draupadi i osiedlenie się Pandawów w lesie
Pandawowie ze wszystkich stron okazują się zwycięscy, wykorzystując obfite bogactwa, wykonują rytuał Radźasuja-jadźni. W związku z tym, że Durjodhana nie mógł znieść osiągnięć Pandawów, Śakuni, Karna, Durjodhana i inni Kaurawowie wpadli na plan podstępnego pokonania Judhiszthiry, zrealizowawszy go, wygrali od Pandawów całe królestwo, bogactwa oraz ich żonę Draupadi, która nawet próbowali publicznie poniżyć poprzez rozebranie jej. Jednak, ulegając namowom Durjodhany, Dhrytarasztra ponownie rozkazał swym synom zagrać w kości. Postanowiono, że jeżeli Pandawowie przegrają, to przez dwanaście lat będą musieli wieść życie ascetów w lesie, a przez rok mieszkać in cognito. Gdyby ich ktoś rozpoznał podczas tego roku, musieliby znowu dwanaście lat mieszkać w lesie. Toteż Pandawowie zamieszkali na dwanaście lat w lesie. Po upływie dwunastu lat udali się do miasta Wiraty, aby tam mieszkać in cognito. Kiedy Kaurawowie udali się do Wirat, aby kraść krowy, zostali pokonani przez Ardźunę. Wówczas Kaurawowie rozpoznali Ardźunę, jednak stało się to tuż po upłynięciu tego jednego roku. Po tym jak ten czas minął, Kaurawowie nie byli chętni oddać Pandawom ich należnej ziemi.

### Kryszna – pokojowy emisariusz, początek wojny, nauczanie Gity
Judhisztira, będąc przywódcą siedmiu akszauhini, przygotował się na wojnę przeciwko Kaurawom. Wcześniej Kryszna udał się do Durjodhany w charakterze posłańca. Powiedział Durjodhanie, przywódcy jedenastu akszauhini, że Judhiszthira odstąpi od walki, jeżeli Durjodhana odda mu nawet pół należącego mu się królestwa albo chociaż pięć wiosek.
Wysłuchawszy Kryszny, Durjodhana odmówił oddania Pandawom ziemi i przygotował się na wojnę. Przygotował się do uwięzienia Kryszny. Kiedy jednak próbowano schwytać Krysznę, ukazał wszystkim zebranym w królewskiej sali swoją wiśwarupę, co ich przeraziło i spowodowało, że bali się go skrzywdzić. Potem uciekł do Judhiszthiry i kazał mu walczyć przeciwko Durjodhanie. Wojska Durjodhany i Judhiszthiry zebrały się na polu Kurukszetra. Jednak tuż przed bitwą, gdy Ardźuna zobaczył po przeciwnej stronie niektórych swych nauczycieli i krewnych takich jak Drona czy Bhiszma, przeszedł mentalny kryzys i postanowił zaniechać walki.
Wtedy Kryszna powiedział do niego: „Partho! Bhiszma i inni nauczyciela nie są godni rozpaczy. Ciało człowieka jest zniszczalne, jednak nie da się zniszczyć atmy. Ta atma jest parabrahmane. 'Ja jestem Brahmanem'- w ten sposób rozum istnienie atmy. Zarówno w czynności, jak i bezczynności pozostań w swojej atmie i wypełnił swój obowiązek na polu bitwy”. W ten sposób Kryszna opowiedział w szczególe o dźńanajodze, karmajodze i bhaktijodze, a pod koniec Ardźuna już bez wątpliwości ruszył do walki.
Najpierwszym generałem w armii Durjodhany był Bhiszma. Śikhandin był generałem Pandawów. Między tymi dwoma odbyła się wielka wojna. Bhiszma zaczął zabijać wojowników po stronie Pandawów, a Śikhandi uderzał strzałami w Kaurawów. Wojna Kaurawów i Pandawów przypominała wielką wojnę dewów z asurami. Obecnym na nieboskłonie bóstwom oglądanie wojny sprawiało wielką radość. Do dziesiątego dnia Bhiszma wybił większość armii Pandawów za pomocą swojego łuku.

### Zabicie Bhiszmy i Drony
Śmierć Bhiszmy była zależna od jego życzenia. Na polecenie Kryszny Pandawowie spytali się Bhiszmy co mają czynić po jego śmierci. Bhiszma odpowiedział, że Pandawowie powinni walczyć z Śikhandim. Bhiszma uważał go za kobietę, dlatego nie użył przeciwko niemu broni 2013-03. Dziesiątego dnia bitwy Ardźuna ustawił przed Śikhandim swój rydwan, a Bhiszma widząc to porzucił swój łuk i Ardźuna ułożył go na łożu strzał. Wtedy Drona przejął dowodzenie nad armią. Potem między dwoma armiami rozszalał się wściekła walka. Jednak kiedy Pandawowie powiedzieli (niezgodnie z prawdą) Dronie, że jego syn Aśwatthama zginął, wtedy Drona pełny goryczy porzucił swoją broń oraz opuścił swoje ciało, osiągając samadhi. Wtedy Dhrysztadjumna odciął głowę pogrążonemu w medytacji Dronie.

### Zabicie Karny i Śalji
Po śmierci Drony Karna został przywódcą armii Kaurawów. Pomiędzy Karną a Ardźuną wybuchła straszliwa walka, w której używano „broni astralnej”, które zakończyły się tak jak walki dewów i asurów. W walce Karny z Ardźuną Karnie udało się zabić wielu wojowników swymi strzałami. Chociaż przez pewien czas wojna znajdowała się mniej więcej w stanie równowagi, to kiedy Karna się zaangażował, jedno koło jego rydwanu ugrzęzło w ziemi. Z powodu klątwy Paraśuramy nie był w stanie ani podnieść rydwanu, ani użyć broni astralnej, więc został zmuszony stanąć do walki jako piechur. Wtedy Kryszna przypomniał Ardźunie zabicie Abhimanju przez Karnę, próbę poniżenia Draupadi przez Kaurawów oraz jego przysięgę i Ardźuna boską strzałą odciął Karnie głowę. Potem Śalja został przywódcą armii Kaurawów, jednak ten żył tylko do połowy dnia, gdyż około południa Judhiszthira go zabił.

### Zabicie Durjodhany i koniec wojny Mahabharaty
Po tym jak zabita została cała armia Durjodhany, odbył się pojedynek na maczugi między nim a Bhimą. Bhima, łamiąc zasady, uderzył jego udo maczugą, zabijając go. Aśwatthama w akcie zemsty wkradł się nocą do obozu Pandawów, zabijając większość wojska z wyjątkiem nielicznych osób takich jak sami bracia Pandawowie albo Kryszna. Potem Aśwatthama użył Brahmastry przeciwko dziecku w łonie Uttary. Dziecko zostało spalone, jednak Kryszna dał mu życie na nowo. Dziecko Uttary zostało później znane jako maharadźa Parikszit. Na Aśwatthamie natomiast rzucono klątwę wiecznego tułania się po ziemi. Po stronie Kaurawów żywi pozostali Krpa, Aśwatthama i Krytawarma, a po stronie Pandawów, pięciu braci, Kryszna i Sarjaki. Później Judhiszthira został ustanowiony królem.

### Upadek rodu Jadawów i odejście Pandawów
Z powodu klątwy braminów i Gandhari ród Jadawów uległ zniszczeniu. Balarama przy pomocy jogi opuścił swoje ciało i w postaci Śeszanagi udał się do oceanu. Widząc to, Kryszna oddał się medytacji pod drzewem i tam został przypadkiem zastrzelony przez pewnego myśliwego. Później zalana została cała Dwaraka. Udało się uciec nielicznym – m.in. Ardźunie i pozostałym Pandawom oraz ich żonie Draupadi. Ci udali się w kierunku Himalajów. Podczas przemierzania górskich ścieżek po kolei pospadali, zabijając się. Po śmierci wstąpili wszyscy do swargi (wyższych światów duchowych).

## Postacie Mahabharaty
- Abhimanju: odważny syn Ardźuny, który zginął w boju podczas bitwy na Kurukszetrze
- Ambika: żona Wićitrawirji, siostra Amby i Ambaliki
- Ambalika: żona Wićitrawirji, siostra Amby i Ambiki
- Ardźuna: syn Kunti i Pandu za sprawą Indry; jeden z braci Pandawów. Odbiorca nauk Gity od Kryszny.
- Babhruwahan: syn Ardźuny i Ćitrangdy
- Bakasura: asura zgładzony przez Bhimę
- Bhiszma: syn Śantanu i Gangi. Dziadek głównych bohaterów.
- Draupadi: córka Drupady „zrodzona z ognia”. Żona pięciu braci Pandawów.
- Drona: królewski nauczyciel sztuki wojennej w Hastinapurze. Ojciec Aśwatthamy.
- Drupada: władca Pańcali i ojciec Draupadi oraz Dhrysztadjumny.
- Durjodhana: najstarszy pośród Kaurawów. Największy pośród Kaurawów.
- Duhśasana: młodszy brat Durjodhany, który podczas zebrania królewskiego w Hastinapurze próbował rozebrać Draupadi. Podczas wojny Kurukszetra Bhima wypił jego krew
- Ekalawja: wielki uczeń Drony, którego ten poprosił o kciuka jako dakszinę
- Gandiwa: łuk Ardźuny [który według niektórych został mu dany przez Agniego albo Śiwę]
- Gandhari: córka króla Gandhary i żona Dhrytarasztry
- Dźajadratha: król Sindhu i synowy Dhrytarasztry. W wojnie Kurukszetry Ardźuna zabija Dźajadrathę, tnąc jego ciało.
- Karna: Syn Surji i Kunti oraz największy z braci Pandawów. Karna nazywany był też Danwir-karna, ponieważ urodził się w zbroi i pancerzu[potrzebny przypis]
- Krypaćarja: bramiński guru z Hastinapury. Miał syna Dronę ze swoją siostrą
- Kryszna: ósmy syn Dewaki, który zabił swojego złego wuja Kamsę. Wygłosił Ardźunie nauczanie Bhagawad-gity tuż przed wojną Kurukszetry. Kryszna jest ósmym z daśawatar Wisznu.
- Kurukszetra: na tym polu odbyła się wielka wojna Mahabharary. Obecnie miejsce gdzie się znajduje nazywa się Harijana.
- Majasura: architekt miasta Indraprastha
- Pandawowie: potomomstwo Pandu z Kunti i Madri. Było ich pięciu braci: Judhiszthira, Bhima, Ardźuna, Nakula i Sahadewa.
- Paraśurama: inaczej Rama z toporem. Był nauczycielem Drony, Bhiszmy, Karny i innych Maharathów. Był szóstym z daśawatar Wisznu.
- Śalja: brat Madri – matki Nakuli i Sahadewy
- Uttara: córka króla Wiraty. Po ślubie poczęła Abhimanju
- Wjasa: Autor eposu Mahabharaty. Syn Paraśary i Satjawati. Znany również pod imieniem Kryszna-dwajpajana-wjasa, ponieważ był koloru czarnego oraz urodził się na wyspie

## Wyjątkowy charakter dzieła poetyckiego

### Rozmaite elementy
Niektóre części Mahabharaty można traktować zarówno jako osobne utwory, jak i części jednego dzieła. Zasadniczo do takich części należą:
1. Bhagawadgita – nauki, które Kryszna przekazał Ardźunie w Bhiszmaparwie
2. Damajanti albo Nal i Damajanti – historia miłosna zawarta w Aranjakaparwie
3. Krysznawarta – opowieść o Krysznie
4. Ramopakhjana – historia Ramy
5. Ryszja-ryńga – opowieść miłosna o ryszim[potrzebny przypis]
6. Wisznu-sahasranama – zbiór tysiąca imion Wisznu zawarty w Śantiparwie

W południowej i centralnej Azji występuje kilka redakcji Mahabharaty – Indonezja, Sri Lanka, Jawa, Tybet, Birma wszystkie mają swoje wersje Mahabharaty. W południowych Indiach spotyka się najczęściej Mahabharatę składającą się z 140 000 ślok, natomiast północnoindyjskie redakcje Mahabharaty mają zwykle 110 000 ślok.

### Liczba 18
W pierwotnej kompozycji Mahabharaty liczba 18 odgrywa szczególną rolę. Wojna między Pandawami i Kaurawami trwała 18 dni. Liczebność wojsk po obydwu stronach również wynosiła 18 akszauhini. Było też 18 głównych dowódców tej wojny. Plan redakcyjny Mahabharaty dzieli ją na 18 części i zawarta w Bhiszmaparwie Bhagawadgita, opisująca nauczanie Kryszny składa się z osiemnastu części.

## Obecność w mediach
- ok. 1980 po raz pierwszy została Mahabharata ukazana w telewizji w postaci serialu, którego autorem był Baldev Raj Chopra
- w 1989 roku po raz pierwszy Peter Brook wyreżyserował Mahabharatę w postaci filmu
- Mahabharata to również tytuł dzieła Surykantha Tripathiego Nirali
- Kahaniyan hamare Mahabharat ki (Nasze opowieści o Mahabharacie) to również tytuł serialu telewizyjnego wyreżyserowanego przez Ektę Kapur, którego premiera odbyła się w 2007 roku na kanale 9X[15].
- Ek aur Mahabharata (Inna Mahabharata): zbiór opowieści indyjskich pracowników kolei i innych robotników
- Na polach Kurukszetry powstała Galeria Mahabharaty, w której będzie można obejrzeć żywe rekonstrukcje niektórych scen[16][17]
- 1000 pytań i odpowiedzi o Mahabharacie – tytuł książki z quizem zawierającym 1000 pytań na temat tajemnej wiedzy w Mahabharacie[18]
- Uwspółcześnioną wersję Mahabharaty w 1981 roku stworzył reżyser alternatywnego kina Shyam Benegal (Kalyug), a w 2010 Prakash Jha przeniósł historię realizując opowieść o bratobójczych walkach we współczesnej polityce Indii – Raajneeti.

## Mahabharata w polskich opracowaniach
- Antoni Lange, Wydawnictwo Armoryka, ISBN 978-83-60276-57-0.
- Krishna Dharma, Mahabharata, tłum. Iwona Szuwalska, Wydawnictwo Mayapur, ISBN 83-914289-1-5.
- Barbara Mikołajewska, Wydawnictwo TLVP,
  - tom I (Adi Parva i Sabha Parva), ISBN 1-929865-34-1.
  - tom II (Vana Parva), ISBN 1-929865-35-X.
  - tom III (Virata Parva i Udyoga Parva), ISBN 1-929865-36-8.
  - tom IV (Bhiszma Parva i Drona Parva) ISBN 1-929865-37-6.
  - tom V (Karna Parva, Śalja Parva, Sauptika Parva, Stree Parva) ISBN 1-929865-38-4.
  - tom VI (Santi Parva, część 1) ISBN 1-929865-39-2.
  - tom VII (Santi Parva, część 2 i 3, Moksza dharma Parva) ISBN 1-929865-40-6.
- Fragmenty w: Światło słowem zwane. Wypisy z literatury staroindyjskiej, pod red Marka Mejora, Wyd. „Dialog”, ISBN 978-83-89899-8-6.